# Медведев, Глеб Сергеевич
Глеб Серге́евич Медве́дев (21 января 1931 года — 23 сентября 2009 года) — советский и российский энтомолог-колеоптеролог, доктор биологических наук (1969), профессор (1981), заслуженный деятель науки РСФСР (1991), крупнейший специалист по жукам-чернотелкам. Президент Русского энтомологического общества, действительный член РАЕН.

## Биография
Родился 21 января 1931 году в посёлке Аскания-Нова. Его отцом был С. И. Медведев, один из крупнейших энтомологов Советского Союза, специалист по пластинчатоусым жукам.
Сын — Сергей Глебович Медведев, энтомолог, доктор биологических наук (Зоологический институт РАН).
- 1950—1955 — учёба на биологическом факультете Харьковского университета, г. Харьков
- 1955—1958 — аспирантура Зоологического института АН СССР, Ленинград
- 1960 — кандидатская диссертация
- 1965 — старший научный сотрудник ЗИН АН СССР
- 1965 — зав. лабораторией систематики насекомых Зоологического института АН СССР, Ленинград
- 1969 — докторская диссертация
- 1981 — профессор
- 1985 — Президент Русского энтомологического общества при РАН.

Главный редактор журнала «Энтомологическое обозрение», член редколлегий журналов «Beitrage zur Entomologie» и «Biologia», редактор серийного издания «Определитель насекомых Европейской части СССР».
Умер 23 сентября 2009 года в Санкт-Петербурге.

## Основные труды
Автор около 200 публикаций по систематике, филогении, биоразнообразию и зоогеографии жуков-чернотелок (Tenebrionidae), в которых им описаны более 250 новых для науки видов. Созданы определители чернотелок европейской части СНГ, Кавказа, Туркмении, Дальнего Востока и Сибири, Монголии.

### Книги
- Медведев Г. С. Фауна СССР. Жесткокрылые. Подсемейство Opatrinae. — Л.:Наука, 1968. — 285 с.
- Медведев Г. С. Определитель жуков-чернотелок Туркменистана. — Ашхабад, 1985. — 178 с.
- Медведев Г. С. Определитель жуков-чернотелок Монголии. (Труды ЗИН РАН. Т. 220). — Л., 1990. — 254 с.
- Медведев Г. С., Г. М. Абдурахманов. Каталог жуков-чернотетелок Кавказа. — Махачкала, 1994. — 212 с.
- Медведев Г. С. Эволюция и система жуков-чернотелок трибы Blaptini (Coleoptera, Tenebrionidae) // Чтения памяти Н. А. Холодковского. — 2001. Вып. 53. — 332 с.

### Статьи
- Медведев Г. С. Зоогеографическая характеристика чернотелок (Coleoptera, Tenebrionidae) Кугитанга и описание новых форм // Зоологический журнал. 1964. Т. 43, в. 1. С. 54-64.
- Медведев Г. С. Сем. Tenebrionidae — Чернотелки // Определитель насекомых европейской части СССР. Наука. 1965. Т. 2.
- Медведев Г. С. Новые виды жуков-чернотелок (Coleoptera, Tenebrionidae) из аридных районов СССР и Афганистана //Энтомологическое обозрение. 1970. Т.49, в.2. С. 393—408.
- Медведев Г. С. Сем. Tenebrionidae — Чернотелки // Насекомые и клещи — вредители с/х культур. Наука. 1974.
- Медведев Г. С. Семейство чернотелки — Tenebrionidae // Определитель вредных и полезных насекомых, вредителей зерновых культур СССР. Колос. 1980.
- Медведев Г. С. Семейство чернотелки — Tenebrionidae // Определитель вредных и полезных насекомых, вредящих овощным культурам и картофеля в СССР. Колос. 1982.
- Медведев Г. С. Жуки-чернотелки рода Zophohelops Rtt. и близких родов (Coleoptera, Tenebrionidae) Средней Азии и Казахстана. Труды Зоологического ин-та АН СССР. 1987. Т. 164. С.95-129.
- Медведев Г. С. Tenebrionidae — чернотелки // Определитель насекомых Дальнего Востока СССР. СПб. 1992. Т.3. С. 621—659.
- Лобанов А. Л., Медведев Г. С., Абдурахманов Г. М. Новый подход к использованию фаунистических данных в зоогеографическом районировании. Зоологический журнал. 1995. Т. 74, вып. 11. С. 131—140
- Медведев Г. С. Опыт эксплуатации компьютерного банка данных по систематике и географическому распространению жуков-чернотелок (Coleoptera, Tenebrioinidae) Монголии // Базы данных и компьютерная графика в зоологических исследованиях. (Тр. ЗИН РАН, том. 269). СПб., 1997. С. 79-85.

## Награды
- Заслуженный деятель науки РСФСР
- Премия имени Е. Н. Павловского РАН (1996) за цикл работ по морфологии чернотелок
- Почётный член Украинского энтомологического общества

## Названы в честь Г. С. Медведева
Учитывая заслуги Г. С. Медведева, в его честь были названы более 80 видов и других таксонов жуков, в том числе:
Таксоны группы рода
- Glebius Arzanov, 2006 (Семейство долгоносики Curculionidae)
- Medvedevera Volkovitsh, 2006 (Семейство златки Buprestidae)
- Platymedvedevia Iwan et Banaszkiewicz, 2007 (Семейство чернотелки Tenebrionidae)

Таксоны группы вида
- Acmaeodera (Cobosiella) glebi Volkovitsh, 2009 (Buprestidae)
- Acmaeodera (Medvedevera) Volkovitsh, 2006 (подрод Buprestidae)
- Acmaeodera medvedevi Volkovich, 1976 (Buprestidae)
- Acmaeoderella (Carininota) medvedevi Volkovitsh, 2006 (Buprestidae)
- Acolastus (Thelyterotarsus) medvedevi Lopatin, 1977  (Chrysomelidae)
- Alatavia medvedevi Korotyaev, 1998 (Curculionidae)
- Ampedus medvedevi Gurjeva, 1977 (Elateridae)
- Aphodius (Chilothorax) glebi Frolov, 2006 (Scarabaeidae)
- Anthaxia (Cryptanthaxia) medvedevi Alexeev, 1975 (Buprestidae)
- Anthrenus medvedevi Zhantiev, 2006 (Dermestidae)
- Aphthona glebi Konstantinov, 2006 (Chrysomelidae)
- Arabocleonus medvedevi Arzanov, 2009 (Curculionidae)
- Armenohelops medvedevi Nabozhenko, 2009 (Tenebrionidae)
- Atrocrates medvedevi Iwan et Ferrer, 2000 (Tenebrionidae)
- Blaps medvedevi Bogatshev, 1961 (Tenebrionidae)
- Blaps nitens medvedevi Soldati, Kergoat et Condamine, 2009 (Tenebrionidae)
- Bradymerus medvedevi  Grimm, 2009 (Tenebrionidae)
- Bruchela medvedevi Korotyaev, 1988 (Anthribidae)
- Carabus (Cechenochilus) boeberi glebi Solodovnikov, Zamotajlov et Fominykh, 2009 (Carabidae)
- Carabus (Cratophyrtus) medvedevi Kryzhanovskij, 1968 (Carabidae)
- Catapiestus medvedevi Lang et Ren, 2009 (Tenebrionidae)
- Centorus medvedevi Zhang et Ren, 2009 (Tenebrionidae)
- Ceutorhynchus medvedevi Korotyaev, 1980 (Curculionidae)
- Chaetocnema medvedevi Paljj, 1968 (Chrysomelidae)
- Chrysolina (Pezocrosita) medvedevi Lopatin, 1970 (Chrysomelidae)
- Cratomerus (s. str.) medvedevorum Alexeev, 1978 (Buprestidae)
- Curimopsis (Curimopsis) medvedevi Tshernyshev, 2002 (Byrrhidae)
- Curtonotus (Curtonotus) medvedevi Kryzhanovskij, 1974 (Carabidae)
- Curtonotus glebi Kabak, 2009 (Carabidae)
- Cylindroramus medvedevi Kirejtshuk et Lawrence, 1992 (Nitidulidae)
- Cymindis (Paracymindis) glebaina Kabak, 2006 (Семейство Жужелицы)
- Demotina medvedeviana Moseyko, 2006 (Chrysomelidae)
- Dendarus transcaspicus medvedevi Kaszab, 1973 (Tenebrionidae)
- Eusomidius medvedevi Nasreddinov, 1983 (Curculionidae)
- Falsammidium medvedevi Schawaller, 2009 (Tenebrionidae)
- Geodromicus medvedevi Shavrin, 2009  (Staphylinidae)
- Harpalus medvedevi Kataev, 2006 (Carabidae)
- Hyphaenia medvedevi Lopatin, 2006 (Chrysomelidae)
- Hypohypurus medvedevi Korotyaev, 1981 (Curculionidae)
- Leptodes medvedevi Kaszab, 1969 (Tenebrionidae)
- Meganophthalmus medvedevi Belousov et Koval, 2009 (Carabidae)
- Melanesthes (s. str.) medvedevi Kaszab, 1973 (Tenebrionidae)
- Melanotus medvedevi Dolin, 1997 (Elateridae)
- Menimus medvedevi Schawaller, 2009 (Tenebrionidae)
- Mononychus medvedevi Nasreddinov, 1977 (Curculionidae)
- Nalassus (Helopocerodes) medvedevi Nabozhenko, 2006 (Tenebrionidae)
- Nebria (Pseudonebriola) medvedevi Shilenkov, 1982 (Carabidae)
- Ocnera medvedevi Ren et Ba, 2009 (Tenebrionidae)
- Onychapion (Hoplopodapion) medvedevi Korotyaev, 1984 (Apionidae)
- Oodescelis (Longuloodescelis) medvedevi L.Egorov, 1989 (Tenebrionidae)
- Oodescelis glebi L.Egorov, 2009 (Tenebrionidae)
- Oreomela medvedevi Lopatin, 1968 (Chrysomelidae)
- Orisaltata medvedevi Prathapan et Konstantinov, 2009 (Chrysomelidae)
- Otiorhynchus (Namertanus) glebi Davidian et Savitsky, 2006 (Curculionidae)
- Oxyonyx medvedevi Korotyaev, 1982 (Curculionidae)
- Parapenetretus (s. str.) medvedevi Zamotajlov et Sciaky, 2006 (Carabidae)
- Paratrox medvedevi Nikolajev, 2009 (Trogidae)
- Penthicus (Pseudopenthicinus) medvedevi Bogatchev, 1972 (Tenebrionidae)
- Penthicus medvedevorum Bogatchev, 1972 (Tenebrionidae)
- Penthicus pinguis medvedevi Iwan et Loebl, 2007  (Tenebrionidae)
- Phyllobius medvedevi Korotyaev et A.Egorov, 1977 (Curculionidae)
- Planostibes medvedevi Iwan et Schimrosczyk, 2009 (Tenebrionidae)
- Platyesia medvedevi Skopin, 1971 (Tenebrionidae)
- Platygasteronyx (s. str.) medvedevi Korotyaev, 1990 (Curculionidae)
- Platymedvedevia Iwan et Banaszkiewicz, 2007 (род Tenebrionidae)
- Pseudoblaps medvedevi Kaszab, 1975 (Tenebrionidae)
- Pseudorchestes medvedevi Korotyaev, 1992 (Curculionidae)
- Pterostichus (Asioplatysma) medvedevi Mikhailov, 1972 (Carabidae)
- Rhamphus medvedevi Korotyaev, 1994 (Curculionidae)
- Schelodontes medvedevi Iwan, 2006 (Tenebrionidae)
- Sitona medvedevi Korotyaev, 2009 (Curculionidae)
- Smaragdina medvedevi L.Medvedev, 1984 (Chrysomelidae)
- Sphenoptera (Chrysoblemma) medvedevi Kalashian et Volkovitsh, 2006 (Buprestidae)
- Stephanocleonus (s. str.) medvedevi Ter-Minassian, 1989 (Curculionidae)
- Styphlus medvedevi Davidian et Savitsky, 2000 (Curculionidae)
- Taphoxenus medvedevi Vereschagina, 1988 (Carabidae)
- Trichocellus (Cardiostenus) medvedevi Kabak et Kataev, 1993 (Carabidae)
- Xyletinus (Xeronthobius) medvedevi Logvinovskii, 1977 (Anobiidae)
- Xylotrechus (Kostiniclytus) medvedevi Danilevsky, 2009 (Cerambycidae)